# William Herald
William Sharp Hannah Herald (Glebe, 28 aprile 1900 – 13 febbraio 1976) è stato un nuotatore australiano.

## Palmarès

### Olimpiadi
- Argento a Anversa 1920 nella staffetta 4x200 metri stile libero.